# Yanomamius neblina
Yanomamius neblina es una especie de tarántula del género Yanomamius, familia Theraphosidae. Fue descrita por Bertani y Almeida en 2021. Se encuentra en Brasil.